# Casa degli Scienziati

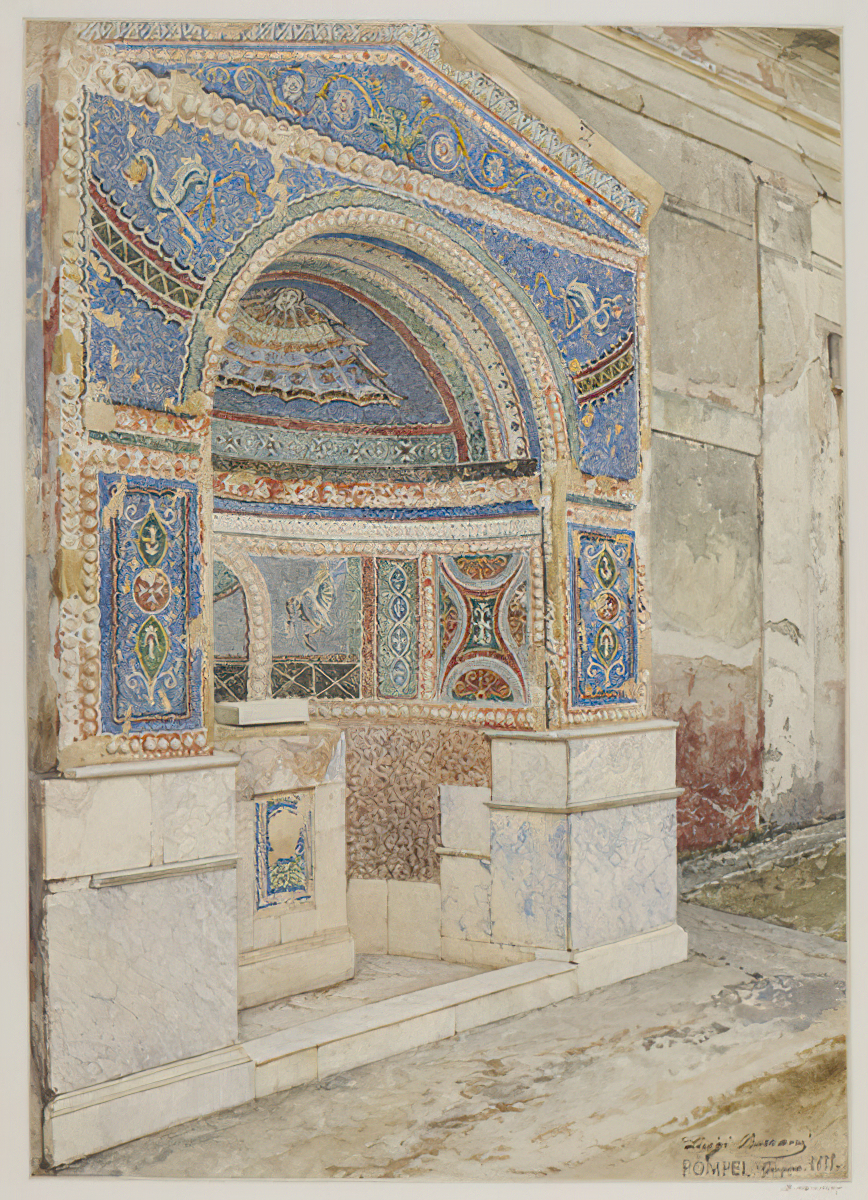
Alte Zeichnung des Mosaikbrunnens

Bei der Casa degli Scienziati (Haus der Gelehrten oder Casa della fontana di musaico = Haus des Mosaikbrunnes) handelt es sich um ein Wohnhaus in Pompeji (VI.14.43), das 1839 und 1845 ausgegraben wurde. Das große Haus ist heute vor allem wegen seiner gut erhaltenen Mosaikbrunnen bekannt, von denen es nur etwa ein Dutzend in Pompeji gibt. Wie bei vielen Häusern in der Stadt, die im 19. Jahrhundert ausgegraben wurden, ist heute nur noch wenig von der einstigen Ausmalung erhalten. Die Ausnahme bilden einige Wandgemälde, die ins Archäologische Nationalmuseum Neapel gebracht wurden. Diverse Graffiti am Haus gaben zur Vermutung Anlass, dass es in den letzten Jahren vor dem Vulkanausbruch als Bordell genutzt wurde.

## Beschreibung
An der Fassade des Hauses befand sich das Bild des Mercurius und der Fortuna. Das Haus, das vielleicht schon im 4. Jahrhundert v. Chr. errichtet wurde, besitzt ein Atrium, dahinter befindet sich das Tablinum, wiederum dahinter ein Peristyl und an dessen Rückwand ein Brunnen, der reich mit Mosaiken dekoriert ist. Am Impluvium im Atrium steht ein marmorner Tisch und daneben ein kleiner mit Marmor und Mosaiken dekorierter Brunnen, der hier im Atrium sonst einmalig ist.
An der Nordwand des Peristyls befindet sich auch ein Lararium, in diesem Fall eine Nische in der Wand, in der ein Gefäß und eine Schlange dargestellt sind. Das Bild ist heute noch gut erhalten. Aus dem Triclinium stammt ein großer Teil eines Wandgemäldes im 2. Stil, das sich heute in Neapel befindet. Im Haus fand sich auch eine Marmorstatue, die vielleicht einen hellenistischen Herrscher darstellt.
Einige Graffiti wurden aus der Wand geschnitten und befinden sich heute in Neapel. Sie lauten u. a. (in deutscher Übersetzung):
Blondie hat mich gelehrt dunkle Mädchen zu hassen
Ich werde sie hassen, wenn ich kann, aber habe keine Probleme sie zu lieben
Die pompejanische Venus Fisica schrieb dies.
Die Ausgrabungen des 19. Jahrhunderts haben oftmals nur unzureichende Aufzeichnungen hinterlassen. Es ist daher häufig schwierig, Objekte im Museum bestimmten Fundorten zuzuschreiben. Das Wandbild Archäologisches Nationalmuseum Neapel Inv. Nr. 9269 soll nach Unterlagen des Museums aus diesem Haus stammen. Andere Angaben deuten jedoch (wohl fälschlicherweise) auf einen Fundort nahe beim Apollontempel der Stadt hin.

## Galerie

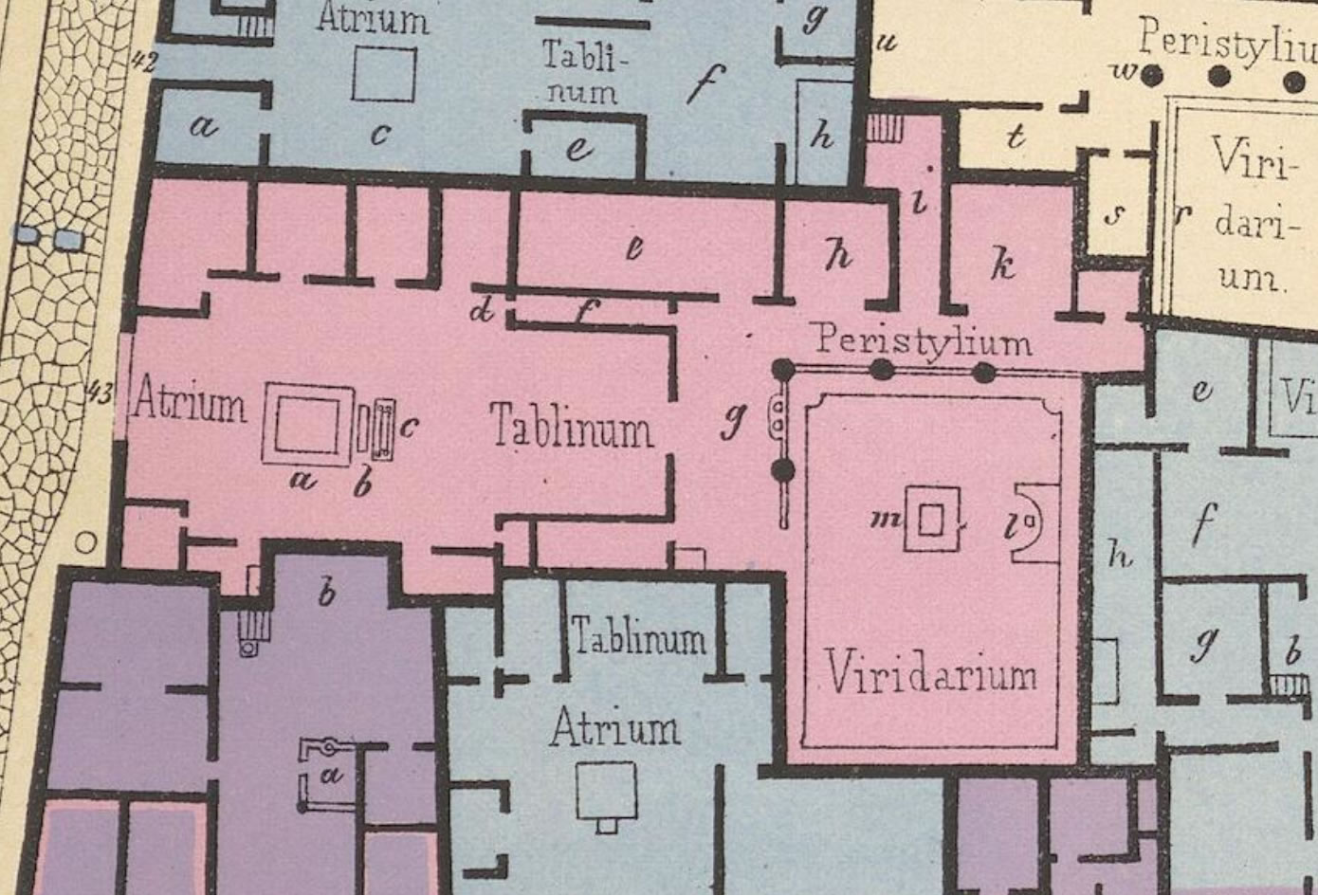
Grundriss des Hauses
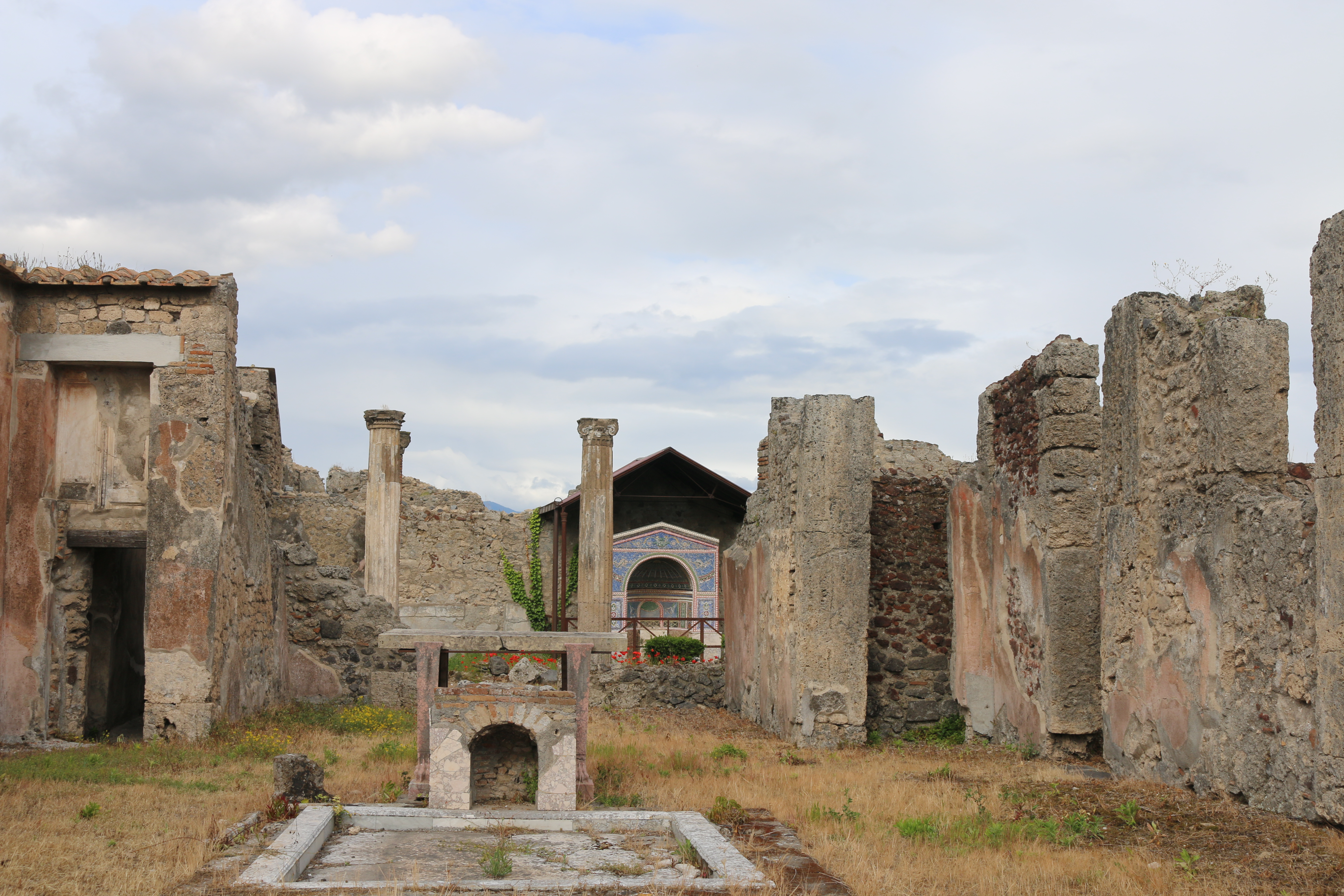
Das Atrium und im Hintergrund der Mosaikbrunnen
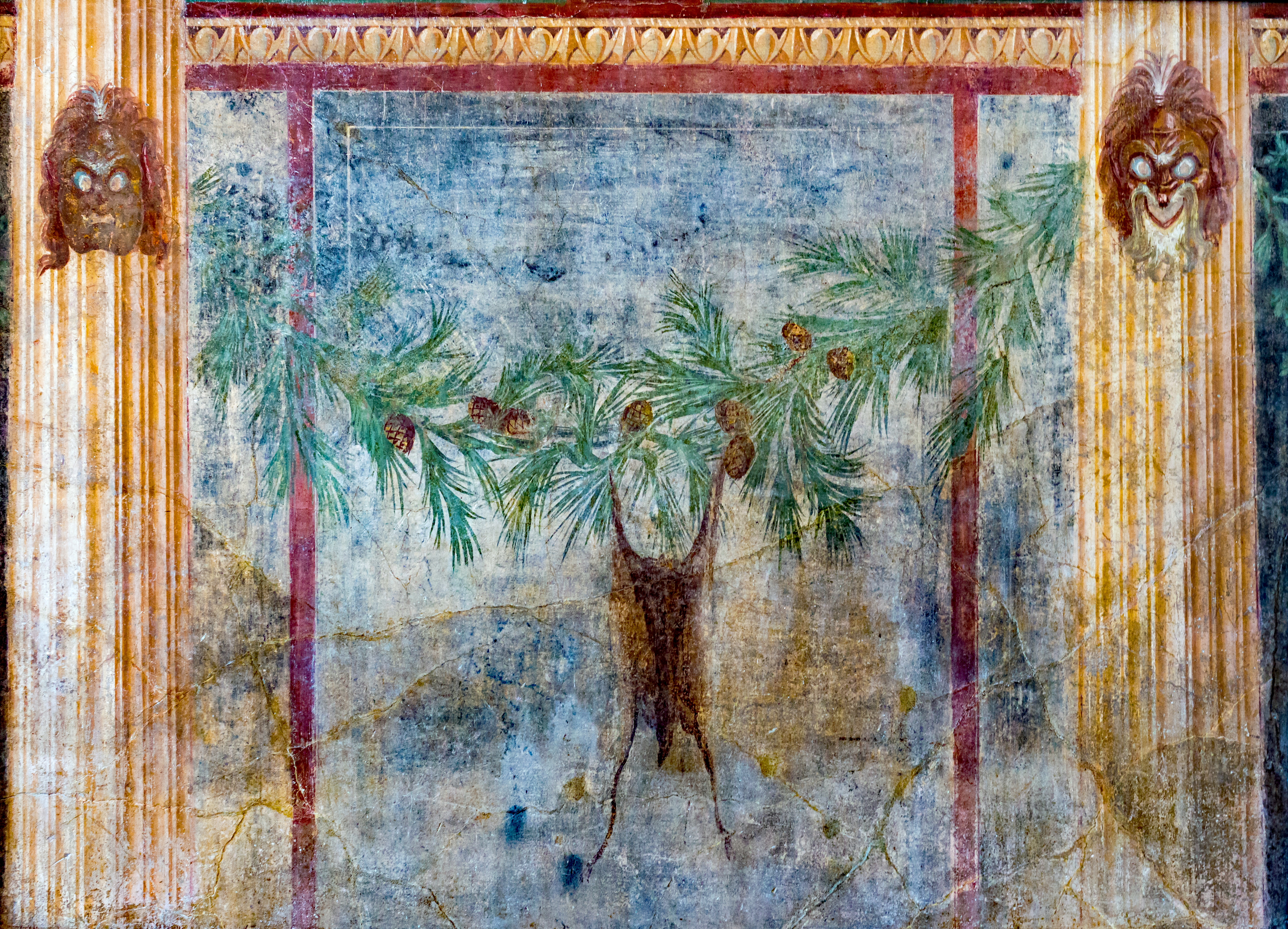
Malerei im 2. Stil, heute in Neapel
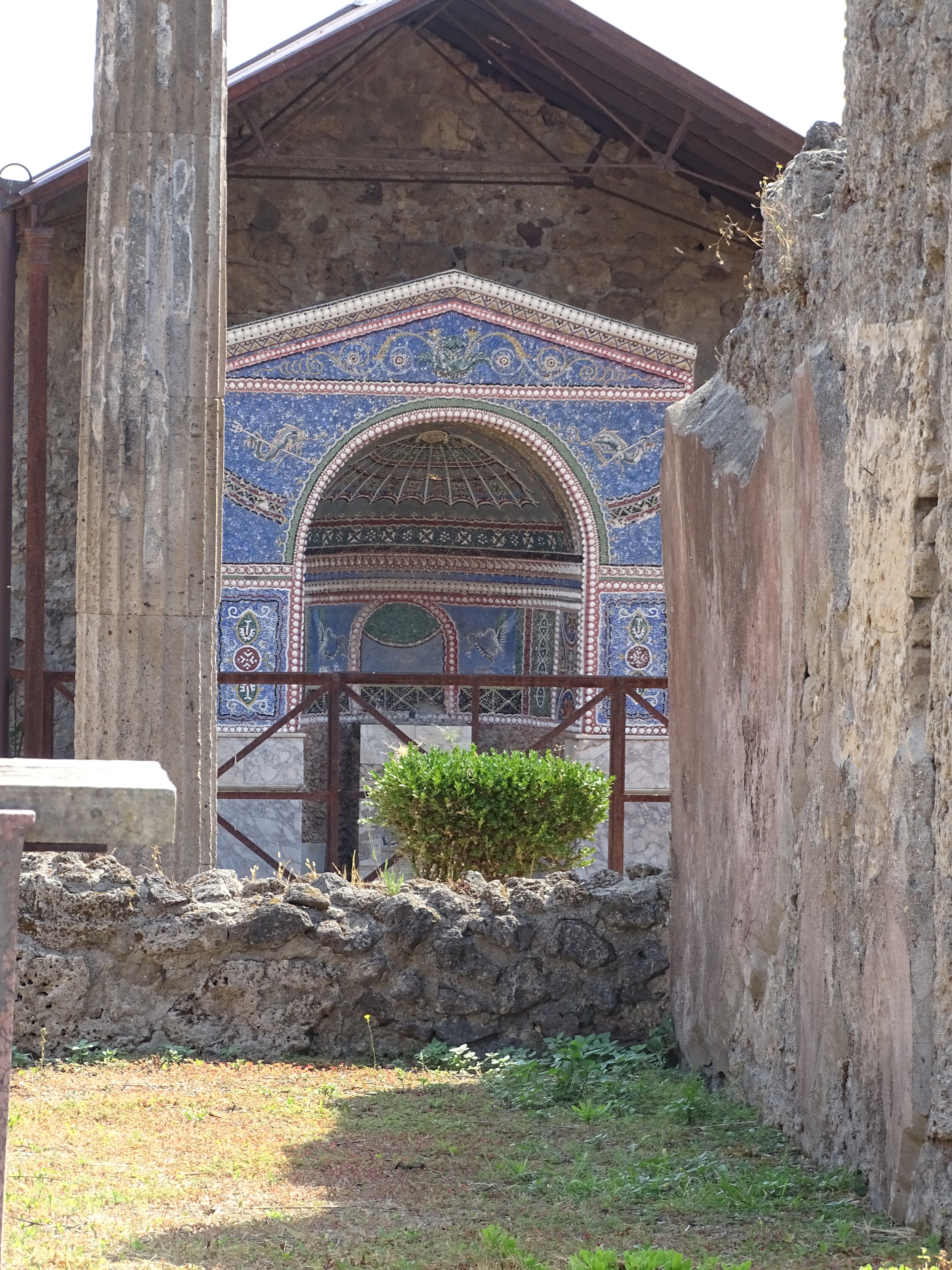
Der Mosaikbrunnen
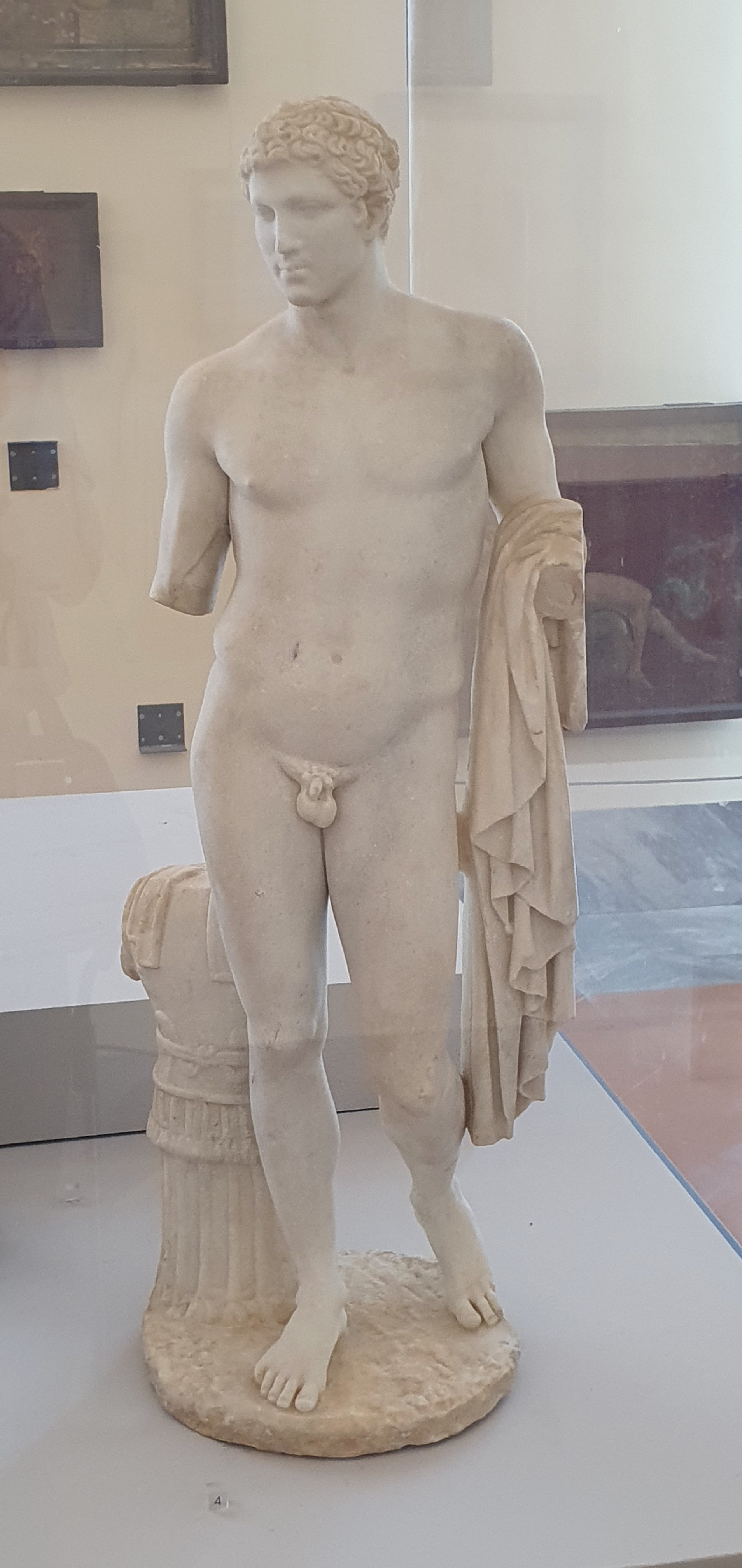
Statue